# 余良翰
余良翰（1527年—？），字邦憲，號梅岡，江西南昌府奉新縣人，軍籍，明朝政治人物。

## 生平
乙卯科（1555年）江西鄉試第六十四名舉人。嘉靖三十五年（1556年）中式丙辰科二甲第十七名進士。吏部观政，授刑部主事，四十一年升员外，四十二年升郎中，四十三年升四川叙州府知府。

## 家族
曾祖余嗣瑞；祖父余孔會；父余葛，聽選官、封刑部主事。母趙氏，贈安人。兄良德、良能（监生）、余良民（舉人）、弟良知（吏目）、良琥（生员）、良言。